# Liste der Monuments historiques in Bain-de-Bretagne
Die Liste der Monuments historiques in Bain-de-Bretagne führt die Monuments historiques in der französischen Stadt Bain-de-Bretagne auf.

## Liste der Bauwerke
| Bezeichnung    | Beschreibung                                      | Standort                        | Kennzeichnung | Schutzstatus | Datum | Bild           |
| -------------- | ------------------------------------------------- | ------------------------------- | ------------- | ------------ | ----- | -------------- |
| Friedhofskreuz | Errichtet im 15. Jahrhundert                      | Rue du Général-de-Gaulle (Lage) | PA00090499    | Classé       | 1908  | weitere Bilder |
| Schloss        | Erbaut ab der zweiten Hälfte des 16. Jahrhunderts | La Robinais (Lage)              | PA00090973    | Inscrit      | 1992  | weitere Bilder |
| Windmühle      | Erbaut in der ersten Hälfte des 19. Jahrhunderts  | Pommeniac (Lage)                | PA00090500    | Inscrit      | 1974  | weitere Bilder |